# 14998 Ogosemachi
14998 Ogosemachi eller 1997 VU6 är en asteroid i huvudbältet som upptäcktes den 1 november 1997 av de båda japanska astronomerna Kazuro Watanabe och Kin Endate vid Kitami-observatoriet. Den är uppkallad efter Ogose i japan.
Asteroiden har en diameter på ungefär 4 kilometer och den tillhör asteroidgruppen Koronis.